# Huhn András
Huhn András (Szeged, 1947. január 26. – 1985. június 6.) magyar matematikus, egyetemi docens.

## Életpálya
Tanulmányait Szegeden, a József Attila Tudományegyetemen végezte. 1972-ben a JATE MTA Matematikai Logikai és Automataelméleti Kutatócsoportja tagjaként tett doktori szigorlatot. Szakmai munkáját 1973-1985 között az egyetem tanszékén folytatta. 1973-ban sub auspiciis doktor, 1975-ben kandidátus, 1977-ben docens. 1978-1979-et a Manitoba Egyetemen (Kanada) töltötte. 1985-ben Humboldt Ösztöndíjat kapott és Darmstadtba ment. Kutatási területe a hálóelmélet. Egy Szeged–Budapest közötti vasúti baleset áldozata lett.

## Írásai
Szerkesztőbizottsági tagja volt az Acta Scientiarum Mathematicarum Szeged és az Algebra Universalis nemzetközi folyóiratoknak.